# Кіллерог Михайло Маркович
Миха́йло Ма́ркович Кіллеро́г (Горе́лік) (12 (25) квітня 1900 , Дніпро, Катеринославська губернія, Російська імперія  — 10 березня 1937 , Москва ) — український радянський партійний діяч, пропагандист. Кандидат у члени ЦК КП(б)У в червні 1933 — січні 1934 р. Член ЦК КП(б)У в січні 1934 — травні 1937 р. Кандидат у члени Організаційного бюро ЦК КП(б)У в січні 1934 — травні 1937 р.

## Біографія
Народився 12 квітня 1900 року в єврейській родині службовця і підприємця Марка Гореліка у місті Катеринославі, тепер Дніпро. З 1917 року навчався у Київському політехнічному інституті, який у 1919 році залишив у зв'язку із партійною роботою.
У 1917 році вступив до Української партії соціалістів-революціонерів (УПРС). Після розколу УПСР з березня 1919 року належав до новоствореної Української партії соціалістів-революціонерів-боротьбистів (комуністів), яка з серпня 1919 року набула назву Українська комуністична партія (боротьбистів). Член РКП(б) з 1920 року.
У 1919–1921 роках працював у Москві. У 1921 році повернувся в Українську СРР.
У 1921–1924 роках — заступник завідувача і завідувач агітаційно-пропагандистського відділ Київського губернського комітету КП(б)У; завідувач агітаційно-пропагандистського відділ Шулявського районного комітету КП(б)У міста Києва; член бюро Черкаського окружного комітету КП(б)У. У 1924–1926 роках — завідувач агітаційно-пропагандистського відділ і член бюро Ленінського районного комітету КП(б)У міста Києва. Одночасно, у 1924–1925 роках — редактор київського журналу «Комунар».
У 1926–1930 роках — слухач Українського інституту червоної професури, аспірант Київської науково-дослідної кафедри марксизму-ленінізму при ВУАН. У 1929–1930 роках — помічник секретаря ЦК КП(б)У.
У 1930–1931 роках — заступник завідувача культурно-пропагандистського відділу Закавказького крайового комітету ВКП(б) і редактор журналу «Большевик Закавказья». У 1931 році перебував у розпорядженні ЦК ВКП(б). У 1931–1933 роках — завідувач сектору початкових навчальних закладів і член колегії Народного комісаріату освіти РРФСР. У 1933 році присланий на партійну роботу в Українську РСР.
У 1933 — листопаді 1934 — завідувач відділу культури та пропаганди ленінізму ЦК КП(б)У. Брав активну участь у погромницьких кампаніях проти Миколи Скрипника, Інституту літератури імені Тараса Шевченка та ін. Працював редактором журналу «Історик-Більшовик». У листопаді 1934 — 1935 року — секретар партійного комітету КП(б)У Всеукраїнської академії наук (ВУАН). З березня 1935 року — член редакційної колегії журналу «Більшовик України». Старший науковий співробітник Інституту історії ВУАМЛІН.
У 1935 — вересні 1936 року — начальник Управління будинків культури та колгоспних клубів Народного комісаріату освіти РСФРР у Москві.
5 вересня 1936 року заарештований органами НКВС СРСР у Москві, під час слідства утримувався в спецкорпусі Київської в'язниці. 9 березня 1937 року у закритому судовому засіданні Військової колегії Верховного суду СРСР у Москві засуджений до розстрілу з конфіскацією всього майна за звинуваченнями у контрреволюційній діяльності та організації терористичних акцій за статтями 54-8 і 54-11 Кримінального Кодексу УРСР. Розстріляний у Москві 10 березня 1937 року.
Посмертно реабілітований Військовою колегією Верховного суду СРСР 8 лютого 1956 року за відсутністю складу злочину.